# ミリオンゴッド 〜神々の凱旋〜
『ミリオンゴッド 〜神々の凱旋〜』（ミリオンゴッド 〜かみがみのがいせん〜）は、2015年4月6日に導入が開始された、ユニバーサルエンターテインメント発売のパチスロ5号機で、『ミリオンゴッド』シリーズとしては7機種目（5号機では4機種目）にあたる。業界の自主規制により2020年11月に撤去されることになっていたが、一部の店舗ではまだ設置されている。

## 概要
3枚掛専用機。これまでの『ミリオンゴッド』シリーズと同様7をモチーフにしている。本機では新しく0図柄が登場し、0図柄揃いで突入するCZ「G-STOP」が新たに搭載された。
ボーナスを一切搭載しておらず、出玉のカギになる「GOD GAME」は前作の『アナザーゴッドハーデス』と同様にAT(アシストタイム）が搭載されているが、本機では『沖ドキ』に搭載されたアクセルATがシリーズで初めて採用されている。そのため、1000円当たりの回転数は減少している。
2015年現在、存在するAT機の中では旧内規定に属するものであり、2014年中ごろに新しく定められた新内規定から登場する高ベースAT機の前身である。

## 通常時・ゲーム性
液晶上には0～8とアルファベットのVが存在し、『1・3・5・7・V』のいずれかが液晶上で3つ揃えばATへと突入する。本機では新たに0図柄が追加されており、前作にはなかったリーチ目やチャンス目が新規追加されている。『7 7 7』はGOD図柄成立と同じ恩恵を得られ、『V V V』は残りATストックが3つ以上示唆となる。
本機は内部的にATの当選を左右するモードで管理されており、下段黄７を除く全役でモードの移行抽選を行う。存在するモードは「低確A・低確B・通常・天国準備・Vモード・天国ショート・天国ロング・超天国」があり、裏モードも搭載されている。
初当たり抽選自体は下段黄７とフェイクリプレイ以外の全役で行われているが、それぞれのモードでAT当選率が異なり、各種確定役を除いて最も当たりづらいものが低確A・B、当たりやすいのが超天国である。
基本的には、レア役等でモードを上げ、天国以上のモードでAT初当たりを獲得し、ループストックと上乗せを駆使して出玉を伸ばすというゲーム性である。
通常時は液晶出目に加えて背景でも内部モード状態や前兆期待度を示唆する。通常ステージは「ペレイネの泉」「ヘスペリデスの園」「カドメイアの遺跡」の3つで、基本的には上記の順番で移行していく。その他に高確示唆の「アクロポリスの丘」や前兆示唆の「パルテノン神殿」がある。
「アクロポリスの丘」はG-ZONE終了後以外で移行すれば、天国準備以上の可能性が高く、「パルテノン神殿」は移行すれば、天国以上の可能性が非常に高い上に、AT本前兆中であることも多く、AT当選期待度はかなり高い。但し、両ステージともバラケ目や転落目が頻発するフェイク前兆も兼ねており、液晶出目や煽り演出等で判断することになる。
本機は歴代シリーズの中でもAT当選やモードに関わるガセ演出が非常に多く、確定演出が非常に少ない。ガセ演出の代表的なものとして、遅れ演出、アルテミスの矢発生時のリプレイ否定と雷演出時の奇数非テンパイ(どちらも設定6ないし4以外はガセ演出が濃厚)、激熱文字のフェイクリプレイ(上から3番目と4番目のランプ点灯時に発生する)と中段黄7図柄揃い(上から1番目と4番目のランプ点灯時に発生する)、天国以外での鼓動演出等である。これらのガセ演出は射幸心を煽らせる悪意ある演出として通常時にたびたび出現する。こちらも液晶出目や煽り演出等でガセ演出か否かを判断することになる。ただし、ガセ前兆は基本的に特定役を契機に発生し、最大でも16Gで終了する。何も特定役を引いてない状況で前兆演出が出現すれば激アツ、16Gを超えた場合は本前兆濃厚である。
また、各モードの特徴として、低確Aは同モードをループしやすく、低確Bは上位モードに移行しやすい。共通して確定役以外からのAT当選はほぼ皆無に等しい。
通常モードは低確A・Bと天国ショート・ロングのちょうど中間あたりの立ち位置で、基本はこのモードを経由してモードの上下が行われる。
天国準備はAT当選には期待できないものの天国への移行が優遇されている。
Vモードは本機から新たに追加されたモードで移行することは稀だが、このモード滞在中にATに当選すると、AT3連が約束され、天国ショート以上への移行も確定する。また、V0V出目出現でVモード確定となる。またこのモードには設定3および設定5が移行しやすい。
天国ショートはAT当選度が高く、AT初当たりのメインとなるモードであるものの通常モード以下に転落しやすい。天国ロングは天国ショートとほぼ同じAT当選率で移行率は低いが、転落率が緩和されており、転落先は必ず天国ショートである。超天国は基本的には移行しないものとして考えてもらって差支えがないが、こちらに移行した場合、かなりの高確率でAT当選の期待が持て、また転落後は必ず天国ロングに滞在しているハイチャンスなモード。
天国ショート・天国ロング・超天国の3つの上位モードでは、初当たり確率に設定差は一切なく、最低25％以上のループストックがつく。逆にこれ以外の下位モードでの初当たり（謎当たり）は、ほとんど1％のループストックのため上乗せストック以外での連チャンに期待はできないが、謎当たりには大きな設定差があり、設定看破要素の1つである。
裏モードは表モードとは別に通常・天国準備・天国の3つがあるが、裏モード天国は移行すること自体稀で、設定6と設定4以外ではほぼ移行しない。最も優遇されている設定6ですら一日に数回あるかどうかという程度。このモードに移行すると、下段黄7でAT初当たり抽選を行い、当選後は上段青7でAT上乗せ・裏モード転落抽選を行う（つまり、AT当選まで転落しない）。前述したとおり、裏モードは表モードとは別扱いなので、裏モード天国滞在中に表モードの天国以上でAT初当たりに当選すれば、最低25％以上のループストックを受けることができる。

## CZ（G-STOP）概要
ATに当選しやすくなるチャンスゾーン（以下CZ)。0図柄揃いまたは通常時の青7リプレイ4連以上かAT時の青7リプレイ5連以上でCZが確定し、AT中に青7リプレイ5連目が達成した場合は同時にCZへ突入する。AT中の青7リプレイ5連達成してCZへ突入した場合は、CZ中でも青7リプレイを連続して引く度にCZストック数が上乗せされる。
通常時は青7リプレイ3連で、AT時は3枚役5連以上の一部で抽選しており、CZ抽選の条件を満たした状態の次以降のゲームでCZを抽選する0煽りが発生し、0図柄が揃うとCZへ突入する。
また、CZが確定した状態で次以降のゲームで0煽りが発生せずにCZへ突入しなかった場合はAT確定とCZ潜伏が確定し、G-ZONE終了後にストックしたCZが放出される。
最短で5ゲームのCZであり、「1・3・5揃いでAT1セット、V揃いでAT3セット、7揃いでAT5セット、S揃いでAT1セット+SGGが確定する。また、液晶リーチ目が完成した場合はATが1セットストックされた上でCZが継続する。V・7・S図柄のみでハサミ目となった場合は左右の図柄がホールドされ、次ゲームに真ん中の図柄を再抽選する。ホールド時は天井までのゲーム数にカウントされるが、CZの残りゲーム数は消費されない。
ゲーム時にチャンスボタンが発生した場合は、鏡が発生する場合があり、鏡の数に応じて当選期待度が高くなる。また、鏡登場時は図柄が少なくなるので、より上位の図柄が当選しやすくなる。
このCZ中に確定役（7揃い・赤7）が成立するとCZが終了する代わりに、50％以上のループストック抽選を受けることができる。
尚、CZの時は下パネルが消灯する。

## AT「GOD GAME」
液晶の出目が「1・3・5・7・Vの3つ揃い」または、リールの出目が「赤7・GODの3つ揃い」、黄7の4連ないし青7の5連、ダイヤ3連で当選が成立して「GOD GAME」が開始する。このうち「777」は「GOD」揃いとなり、5セットのATストック(最初の1セットは「GODステージ」。但し、G-STOPの7図柄揃いは「GODステージ」以外のステージが選択される)が確定する。「VVV」は残り3セット以上のATストックがあることを示唆する(但し、銀河演出時及びG-ZONE以外のV図柄揃いは3セットのATストック)。S揃いないし赤7揃い時は1セットのATストックと「SGG」が確定する。
1セットあたりのゲーム数は100ゲームであり、AT中の「GOD」当選時を除いてゲーム数の上乗せはない。但し、セット数管理のATのため、AT中のGOD当選は残りゲーム数に100Gが追加された上で、次のセット数扱いである。
ATセット数の上乗せ抽選は内部モードに応じて特定役成立時に行われており、メインはハズレ一枚役だが、レア役での当選（中段・右上がり揃い、青7リプレイの中段揃いなど）もある。いずれも、内部モードが高いほど当選期待度が上がる。
ステージは「オリンポス」「ポセイドン」「ゼウス」「GOD（GOD揃いのみ）」の4種。「オリンポス」＜「ポセイドン」＜「ゼウス」＜「GOD」の順でATストックの期待度が高くなる。AT開始時点の筐体上部のランプの色でステージを示唆しており、「オリンポス」は白（特定の条件を満たした場合は緑→赤へと変化し、赤から特定の条件を満たした場合は白に戻って白→青に変化。）、「ポセイドン」は水色、「ゼウス」は金色＋バイブレーション、「GOD（GOD揃いのみ）」は紫となっている。
オリンポスステージの場合は、チャンスボタンを押して上位ステージへ移行する場合もある。ポセイドンステージに移行した時点で残りATストック数1セット以上+通常モード以上滞在を示唆し、ゼウスステージでは残りATストック数1セット以上+天国ショートモード以上滞在を示唆する。
ATが終了すると5ゲームの「G-ZONE」へ突入する。このときATの残り5ゲーム以内に獲得した小役履歴は引き継ぐ。AT中に上乗せしたストックやループストックおよび特殊抽選当選分があれば、ここで奇数やVが揃い再度ATに突入する。ループストックと特殊抽選の当選分（いわゆる目に見えないストック）に関しては潜伏する場合がある。G-ZONE中の7図柄揃いは残りストックやループストックと特殊抽選の当選分とは別のG-ZONE中でのAT当選扱いとなり、残りストックに5セットのATストックが上乗せされた状態でGODステージに突入する。
G-ZONE終了後は基本的にアクロポリスの丘へ移行し、ループストック当選分の潜伏があれば32G以内にATに再度突入する。残り3セット未満のATストックがある場合はVテンパイが頻発する銀河演出が発生することがある。G-STOPをストックしている状態の場合は、G-ZONE終了後に数ゲーム経過してからG-STOPへ移行するが、G-STOPの煽り演出が発生しなければ、その時点でATの潜伏が確定する。また、G-ZONE終了後のステージがペレイネの泉へ移行した場合は天国ショート以上とATの潜伏、カドメイヤの遺跡へ移行した場合は天国ロング以上とATの潜伏、ヘスペリデスの園へ移行した場合はATの潜伏、パルテノン神殿へ移行した場合は天国ショート以上またはATの潜伏が確定する。

## SGG
S揃いないし赤7揃いの当選で、最短16ゲームのSGGへ突入。SGG中は赤7揃いでAT1セットストックとSGG残りゲーム数が回復するが、履歴の赤7揃い2連続で当選分のAT2セットに加えて、さらにAT1セットがストックされる。
SGG中にメデューサモードに突入すると、一定ゲーム数の間は残りゲーム数を消費しない。メデューサモード中にAT1セットストックするとメデューサモードは解除される。残りゲーム数0ゲームにメデューサモードへ突入した場合は無限メデューサモードとなり、AT1セットのストックが確定するまで継続する。
上位版にあたるSGG-EXは、メデューサモード経由などで突入するが、ステージの見た目の判断が難しいものの、押し順15枚役の50％、レア役・ハズレの100％でATストック確定と赤7揃い以外でも上乗せが頻発し、PGG以上のATストック数獲得に期待出来る。
尚、赤ナビが最短16ゲーム中に1回も発生せず、メデューサモードにも突入しないなどの特定条件を満たした場合は、50％以上の高ループストック抽選が受けられるという救済措置がある。救済措置条件を満たした状態で、残りストック分のAT終了までの間に「アメージング・グレイス」が流れた場合は、高ループストック抽選が濃厚。